# Dickesbach
Dickesbach là một đô thị ở huyện Birkenfeld, bang Rheinland-Pfalz, nước Đức. Đô thị Dickesbach có diện tích 4,91 km².